# Yūzō Fujioka
Yūzō Fujioka (藤岡雄三?, Fujioka Yūzō; Ehime, 2 maggio 1973) è un pilota motociclistico giapponese.

## Carriera
La carriera di Fujioka si è svolta prevalentemente in ambito nazionale, dove ha partecipato a molte edizioni del campionato giapponese GP 125 e 250. Nel 1995 è nono nella classifica piloti GP 125 con 53 punti su Honda RS125R; Nel 1996 resta in GP 125 sempre su Honda RS125R, ribadendo il nono posto nella graduatoria finale con 48 punti; Nel 1997, stesso campionato, categoria e moto, migliora le prestazioni generali terminando sesto con 81 punti;
Nel 1998 invece, a parità di condizioni rispetto l'annata precedente, peggiora raggiungendo solo il diciannovesimo posto nella generale con soli 23 punti; Nel 1999 cambia moto passando alla E-NER 125 sempre in GP 125, migliorando i riscontri, piazzandosi secondo nella classifica piloti con 111 punti, sopravanzato di soli 17 punti dal campione nazionale Hideyuki Nakajō; Nel 2000 continua con la E-NER 125 non riuscendo ad essere incisivo come l'annata precedente, conclude quinto con 112 punti, vincendo anche la gara d'esordio; Nel 2001 è per l'ennesima volta nella stessa categoria con la stessa motocicletta, posizionandosi quarto con 88 punti vincendo anche la sesta gara stagionale;
Nel 2002 perde il titolo nazionale GP 125 per soli 3 punti, sconfitto ancora una volta da Hideyuki Nakajō, in nove gare in calendario ottiene 8 podi complessivi e due vittorie; Nel 2003, dopo molti anni di militanza nelle piccola cilindrata, si sposta in GP 250 con una Honda RS250R, raggiungendo il nono posto nella graduatoria finale con 49 punti; Nel 2004 partecipa nuovamente alla GP 250 con la Honda RS250R, migliora i risultati nella generale, posizionandosi quarto con 62 punti;
Per quanto riguarda le sue partecipazioni alle gare del motomondiale, ha sempre goduto di wild card per partecipare ad alcune edizioni dei gran premi svoltisi in Giappone (GP del Giappone e GP del Pacifico). Tra il motomondiale 1995 e quello del 2001 vi ha gareggiato in classe 125, in quello del 2004 ha invece corso nella classe 250. Ha sempre utilizzato motociclette Honda.
Nella gara d'esordio nel motomondiale, il GP del Giappone del 1995, riuscì a partire dalla prima fila con il quarto tempo, ma non riuscì a portare a termine la gara.

## Risultati nel motomondiale
| 1995 | Classe | Moto  |  |  |     |  |  |  |  |  |  |  |  |  |  |  |  |  | Punti | Pos. |
| ---- | ------ | ----- |  |  | --- |  |  |  |  |  |  |  |  |  |  |  |  |  | ----- | ---- |
| 1995 | 125    | Honda |  |  | Rit |  |  |  |  |  |  |  |  |  |  |  |  |  | 0     |      |

| 1997 | Classe | Moto  |  |    |  |  |  |  |  |  |  |  |  |  |  |  |  |  | Punti | Pos. |
| ---- | ------ | ----- |  | -- |  |  |  |  |  |  |  |  |  |  |  |  |  |  | ----- | ---- |
| 1997 | 125    | Honda |  | 20 |  |  |  |  |  |  |  |  |  |  |  |  |  |  | 0     |      |

| 1998 | Classe | Moto  |     |  |  |  |  |  |  |  |  |  |  |  |  |  |  |  | Punti | Pos. |
| ---- | ------ | ----- | --- |  |  |  |  |  |  |  |  |  |  |  |  |  |  |  | ----- | ---- |
| 1998 | 125    | Honda | Rit |  |  |  |  |  |  |  |  |  |  |  |  |  |  |  | 0     |      |

| 2000 | Classe | Moto              |  |  |   |  |  |  |  |  |  |  |  |  |  |  |    |  | Punti | Pos. |
| ---- | ------ | ----------------- |  |  | - |  |  |  |  |  |  |  |  |  |  |  | -- |  | ----- | ---- |
| 2000 | 125    | Honda e NER-Honda |  |  | 9 |  |  |  |  |  |  |  |  |  |  |  | 15 |  | 8     | 26º  |

| 2001 | Classe | Moto  |    |  |  |  |  |  |  |  |  |  |  |  |     |  |  |  | Punti | Pos. |
| ---- | ------ | ----- | -- |  |  |  |  |  |  |  |  |  |  |  | --- |  |  |  | ----- | ---- |
| 2001 | 125    | Honda | 22 |  |  |  |  |  |  |  |  |  |  |  | Rit |  |  |  | 0     |      |

| 2004 | Classe | Moto  |  |  |  |  |  |  |  |  |  |  |  |    |  |  |  |  | Punti | Pos. |
| ---- | ------ | ----- |  |  |  |  |  |  |  |  |  |  |  | -- |  |  |  |  | ----- | ---- |
| 2004 | 250    | Honda |  |  |  |  |  |  |  |  |  |  |  | 12 |  |  |  |  | 4     | 30º  |

| Legenda | 1º posto        | 2º posto            | 3º posto            | A punti      | Senza punti        | Grassetto – Pole position Corsivo – Giro più veloce |
| Legenda | Gara non valida | Non qual./Non part. | Ritirato/Non class. | Squalificato | '-' Dato non disp. | Grassetto – Pole position Corsivo – Giro più veloce |